# Castro de Fiães
O Castro de Fiães é um povoado fortificado castrejo localizado na Freguesia de Fiães, no Município de Santa Maria da Feira.
Possui uma longa cronologia de ocupação que abarca o período proto-histórico à ocupação romana. O Castro de Fiães apresenta um núcleo mais antigo que teria terminado em meados do Século I, que evoluiu para um outro que teve grande desenvolvimento, sobretudo nos séculos IV e V.

## Lancobriga
Pensa-se que este castro possa ter sido a mítica povoação de Lancóbriga conforme referência no traçado romano da via que ligava Braga a Lisboa. Segundo o itinerário antonino a distância que ligava Cale (Gaia) a Lancóbriga era aproximadamente a que separa Gaia de Fiães. Infelizmente não foram ainda encontradas quaisquer referências toponímicas ou epigráficas que confirmem a tese.

## Estado actual
Apesar de ter permanecido incólume durante séculos o património arqueológico do castro de Fiães não resistiu ao crescimento desordenado e atroz de fim do século XX. Hoje em dia o castro encontra-se severamente destruído na sua quase totalidade em consequência da actividade exercida numa pedreira situada nas imediações, pela edificação de uma moradia justamente no centro do monte em que se ergue o povoado, assim como a edificação de um complexo de piscinas.